# In Battle There Is No Law!
In Battle There Is No Law! è il primo album in studio del gruppo musicale death metal britannico Bolt Thrower, pubblicato nel 1988 dalla Vinyl Solution.

## Tracce
1. In Battle There Is No Law – 5:01
2. Challenge for Power – 3:34
3. Forgotten Existence – 3:45
4. Denial of Destiny – 2:30
5. Blind to Defeat (CD bonus track) – 2:21
6. Concession of Pain – 2:58
7. Attack in the Aftermath – 3:11
8. Psychological Warfare – 3:31
9. Nuclear Annihilation – 3:30

## Formazione
- Karl Willetts - voce
- Gavin Ward - chitarre
- Barry Thompson - chitarre
- Andrew Whale - batteria
- Jo Bench - basso